# Nélio Naja
Nélio Borges de Souza, conhecido por Nélio Naja (Rio de Janeiro, 29 de novembro de 1952 - Almirante Tamandaré, 12 de julho de 2018), foi um lutador de muay thai brasileiro. Foi grão-mestre do muay thai e responsável por introduzir o esporte no Brasil. Ele inicialmente conheceu os estilos de luta durante o período que passou como paraquedista da Aeronáutica. Segundo o próprio, ele desenvolveu as técnicas após ter passado dois anos na Tailândia 
Um dos primeiros faixas-preta de Taekwondo brasileiro,também foi um dos fundadores da primeira associação de muay thai e responsável pelas primeiras competições no país, no início da década de 1980. 
Na década de 1970, mudou-se para Curitiba e adaptou técnicas orientais do boxe tailandês criando o muay thai brasileiro. Também adaptou nomenclatura dos golpes, que eram na língua original para termos em coreano e as vestimentas, pois no boxe tailandês usa-se calção, e no muay thai, passou-se a usar quimono, muito, em virtude do frio curitibano. Por tudo isso, passou a ser chamado de "O pai do muay thai brasileiro".Devido a suas origens (e dos outros primeiros nak muays brasileiros) no taekwondo, o estilo brasileiro de muay thai se caracterizou como focado em vários chutes, algo que não é visto do estilo tradicional tailandês.
Após desenvolver a arte marcial na cidade de Curitiba, seus seguidores continuaram a evolução, transformando a cidade numa referência e celeiro do esporte, além de referência mundial no vale-tudo a partir dos anos de 1990. Seu aluno Rudimar Fedrigo fundou a lendária academia Chute Boxe, com seu estilo característico próprio, que posteriormente daria origem a várias outras academias campeãs não só em Curitiba ou no Brasil ao redor do mundo. Resultando aos títulos máximos de Anderson Silva, que aprendeu e especializou-se na luta na capital paranaense, assim como as conquistas dos curitibanos Maurício Shogun, Murilo Ninja e José "Pelé" Landy. Enquanto Rafael Cordeiro estabeleceu a Kings MMA nos Estados Unidos, se tornando um dos treinadores mais renomados do esporte. Enquanto alguns de seus alunos, Luiz Alves e Flávio Molina, estabeleceram academias no Rio de Janeiro, seus alunos, como o campeão do UFC Marco Ruas, lutaram nos primórdios do vale-tudo, sendo desfiados por lutadores de Jiu-jitsu e ajudar a estabelecer o muay thai como principal estilo de trocação nas primeiras escolas de MMA no Rio.

## Morte
Em seus últimos anos de vida, viveu recluso e no anonimato, passando por dificuldades financeiras. No dia 12 de julho de 2018, foi encontrado morto no quarto de uma pensão na cidade de Almirante Tamandaré, na Região Metropolitana de Curitiba.